# Alessandro d’Episcopo
Alessandro d’Episcopo (* 1. Februar 1959 in Neapel) ist ein italienischer Jazzmusiker (Piano, Komposition).

## Leben und Wirken
D’Episcopo wollte bereits im Alter von 13 Jahren Jazzmusiker zu werden, nachdem er Chick Corea und Keith Jarrett gehört hatte. Er studierte zunächst klassische Musik am Conservatorio «San Pietro a Majella» in Neapel. 1979 zog er nach Mailand (damals das Zentrum des italienischen Jazz). In den Folgejahren arbeitete er mit Musikern wie Tullio De Piscopo, Larry Nocella, Gigi Cifarelli, Gianni Basso, Chet Baker, Tony Scott, aber auch Billy Cobham oder Toots Thielemans.
Mit 30 Jahren zog D’Episcopo in die Schweiz, wo er sich in der klassischen Klaviertechnik bei Rudolf am Bach in Zürich fortbildete. Gleichzeitig besuchte er am Konservatorium von Montreux Kurse bei Thierry Lang und erwarb ein Diplom als Jazzinterpret. Weiterhin nahm er Unterricht bei Charlie Banacos. Er trat mit Musikern wie George Robert, Franco Ambrosetti, Marianne Racine, Benny Bailey, Julio Barreto, Phil Wilson, Scott Hamilton, Bucky Pizzarelli oder Peter Appleyard auf.
D’Episcopo gründete ein eigenes Trio, zu dem Hämi Hämmerli und Elmar Frey gehören, mit dem er mehrere Alben vorlegte – sein Debütalbum Stella Cadente nahm er im Februar 2002 auf. Sein zweites Album Meraviglioso wurde im Dezember 2007 eingespielt, das dritte Album Solare im Dezember 2011. Seine erste Solo-Klavier-CD That’s All folgte 2017 bei Altrisuoni. Weiterhin gehörte er zu Bands wie Jürg Morgenthalers JMR4, Key Bone von Stefan Schlegel, dem Elmar Frey Sextet, dem Latin Project von Martin Bürgi, der Standard Edition von Marc Halbheer und mit David Angel.
Mit dem eigenen Trio und mit anderen Bands ist D’Episcopo auf verschiedenen Jazzfestivals in Italien, der Schweiz, Frankreich, Griechenland, Rumänien und Madagaskar aufgetreten. Er ist auch auf Alben von Christian Münchinger und dem Gabriela Tanner Jazz Quintett zu hören.